# مير كوه عليا
مير کوه عليا هي قرية في مقاطعة سراب، إيران. عدد سكان هذه القرية هو 15 في سنة 2006.